# 普埃布拉伊比利亞美洲大學

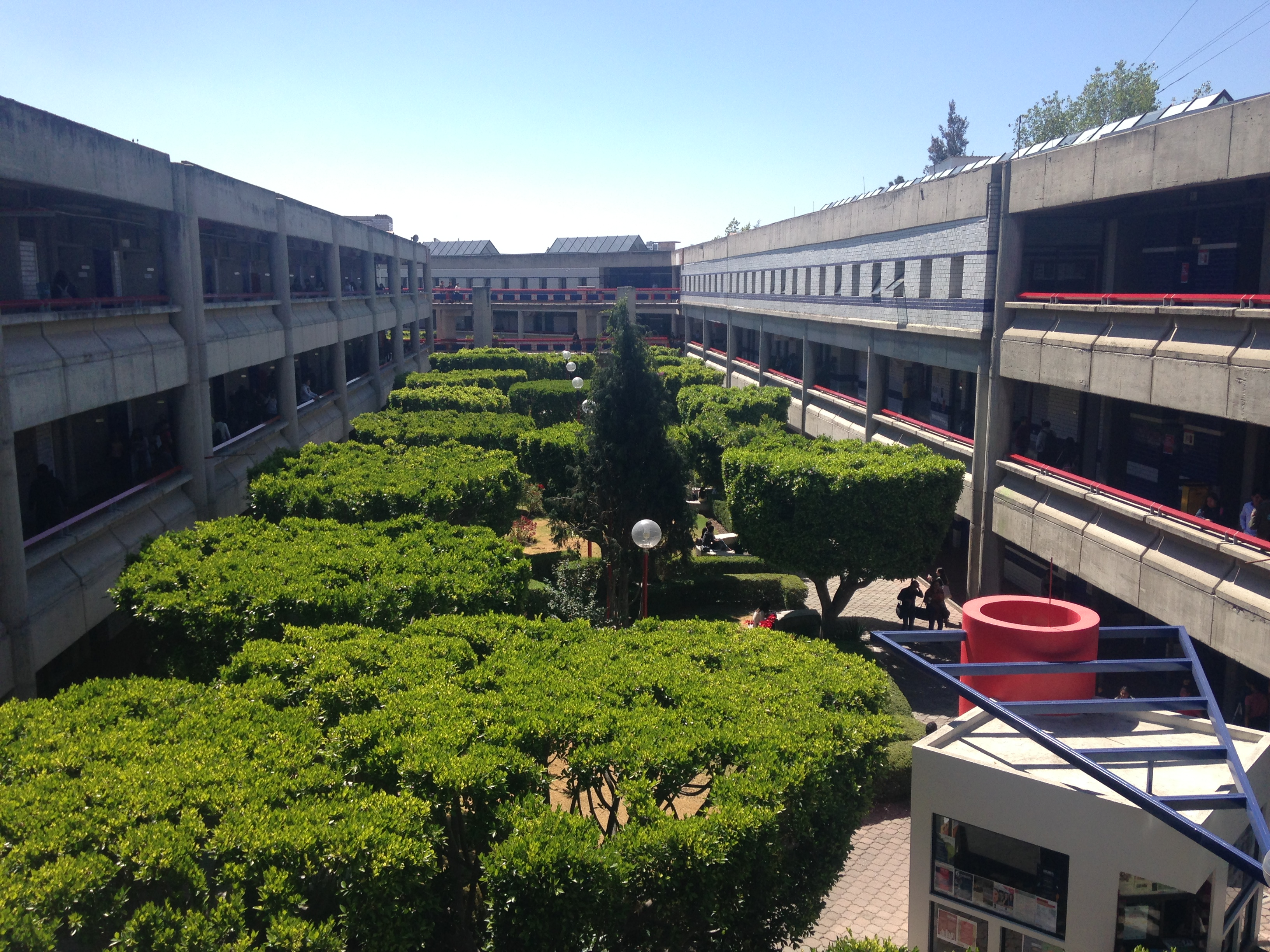
普埃布拉分校校園

普埃布拉伊比利亞美洲大學（Universidad Iberoamericana Puebla）是一所位於墨西哥普埃布拉州的大學，在1978年由於耶穌會對南部教育產生濃厚興趣而建。